# Geografía de Liberia
Liberia se extiende sobre el litoral atlántico, en África Occidental, al comienzo del golfo de Guinea. Está integrada en el sureste de la Dorsal Guineana, entre Guinea, al norte y el Atlántico, que baña su frontera sur, y entre Sierra Leona y Costa de Marfil, con las que comparte sus fronteras occidental y oriental respectivamente.
El país tiene forma rectangular. Sus fronteras terrestres tienen una longitud de 16677 km, de los cuales 299 km con Sierra Leona, 590 km con Guinea y 778 km con Costa de Marfil. La costa comprende otros 579 km. La superficie es de 111 369 km² de los cuales 96 320 km² son de tierra y 15 049 km² son agua.

## Geografía física

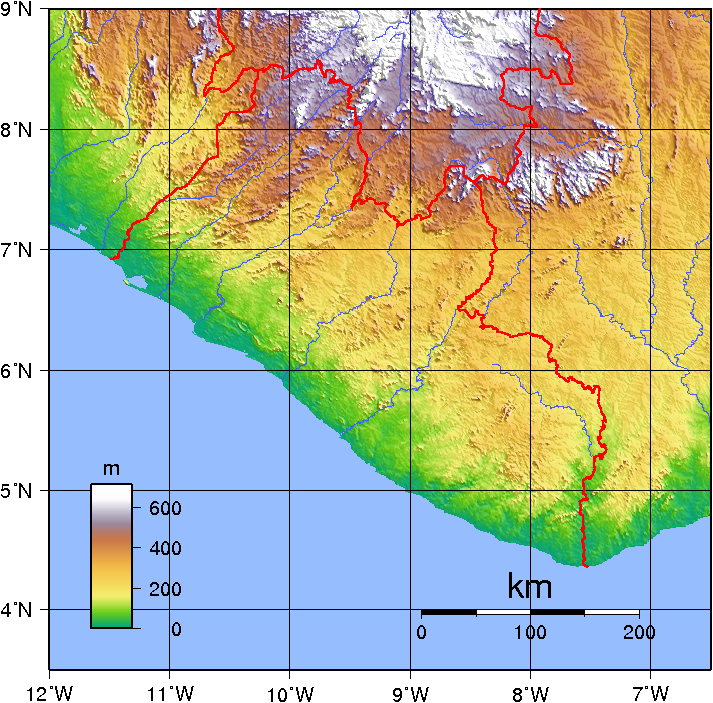
Mapa topográfico de Liberia.

En el relieve de Liberia destaca especialmente la llamada Costa de la Pimienta (Grain Coast), una estrecha llanura costera que se eleva hacia el interior formando una región mesetaria, de 300 a 400 m de altitud, entre los ríos Saint John y Cestos, que forman a veces valles escarpados, y que asciende hasta los 1752 metros de altitud en el monte Nimba, ya situado en la frontera de Costa de Marfil y Guinea, fuera de la frontera liberiana, y 1440 m en el monte Wuteve, en Liberia. Entre esta llanura y la región mesetaria del interior hay un sector de transición formado por colinas. En el noroeste, en las fronteras con Guinea y Sierra Leona, los afloramientos graníticos se presentan en forma de inselberg. En conjunto, el relieve se puede dividir en cuatro zonas paralelas a la costa, el cinturón costero, el cinturón de colinas ondulantes, de unos cien metros de altura, el cinturón del altiplano, de unos 300 m, y las tierras altas del interior, que alcanzan los mil metros.
Hay cuatro tipos de suelo principales, todos con una escasa capacidad de retención de la humedad. Los suelos lateríticos cubren el 75% del país, escaso en nutrientes, compacto e impermeable, tiene poca o media fertilidad. Los litosoles cubren el 17% de Liberia, son ricos en grava porque se dan cerca de la costa, se conocen como suelos esqueléticos, muy superficiales. Los regosoles, rocosos, cubren otra parte del país, y finalmente, los suelos aluviales, ricos y fértiles, solo cubren el 3% de Liberia.
La llanura litoral termina en una costa baja donde los cordones arenosos alternan con promontorios de rocas duras. En el oeste, la costa es baja y arenosa, pero en la parte central y oriental es rocosa y arenosa con un relieve moderado, roto a menudo por las bocas de los ríos. La llanura costera también varía en amplitud, es más estrecha entre Monrovia y Buchanan y es mucho más ancha en el oeste y en el valle del río Cestos, en el centro, estrechándose hacia el este del país.
El punto más bajo de Liberia es el nivel del mar en el océano Atlántico y el de mayor elevación el Monte Wuteve con 1440 metros.

#### Montañas Nimba en Liberia

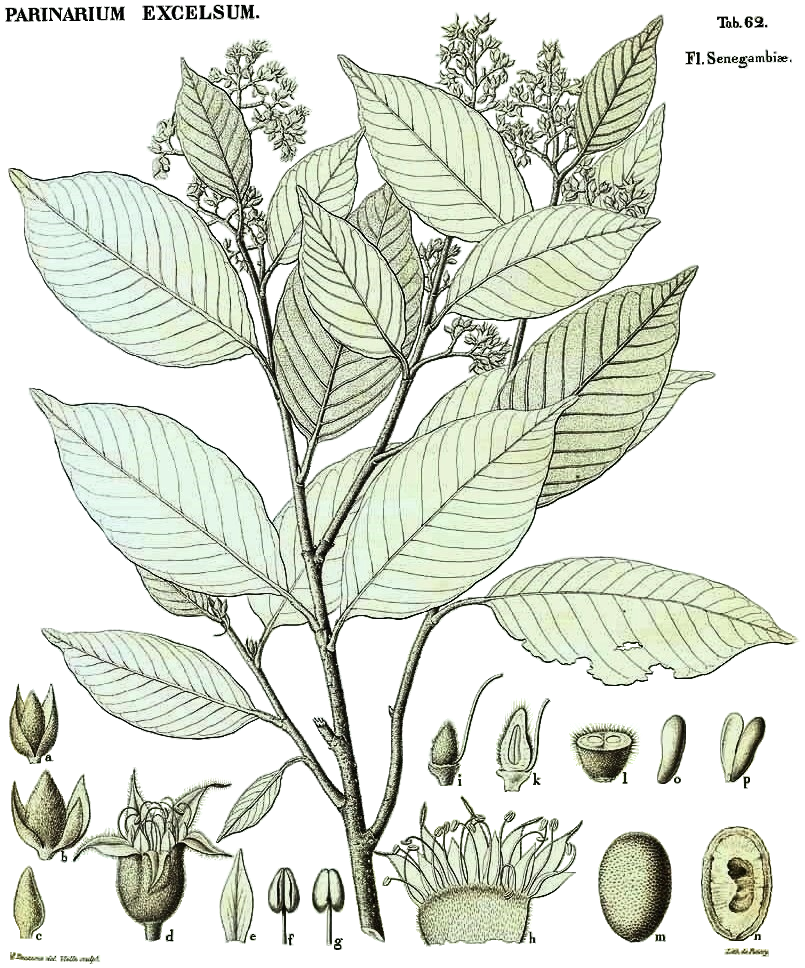
Parinari excelsa, árbol de la zona nubosa de las montañas Nimba

Las montañas Nimba se extienden a lo largo de unos 40 km de sudoeste a nordeste alineadas con el nordeste de la frontera y se comparten con Costa de Marfil y Guinea. El pico más alto, de 1752 m está en la frontera entre Guinea y Costa de Marfil. Con menos de la mitad de altura, la parte sudoeste pertenece a Liberia. Su carácter aislado las convierte en un inselberg. Esta región se considera un área de biodiversidad fundamental y se le dio el estatus KBA (Key Biodiversity Area) en 2018. Tiene 133,4 km2 y cubre un 95% del área, con altitudes que van de los 400 a los 1385 m. Incluye dos pequeños bosques nacionales, Nimba Este y Nimba Oeste. Una parte del bosque de las montañas ha sido destruido por la extracción durante 30 años de mineral de hierro, que han contaminado el río Yah, el único importante de las montañas. Las laderas bajas de las zonas conservadas están cubiertas de un bosque que en los 800-900 m, en la zona de nubes, está dominado por Parinari excelsa y Garcinia polyantha, árboles nudosos y raquíticos que no superan los 9-10 m de altura. En los sitios más húmedos, a unos 1000 m, hay pequeñas áreas de un helecho arbóreo, Cyathea cylindrica.

## Vegetación

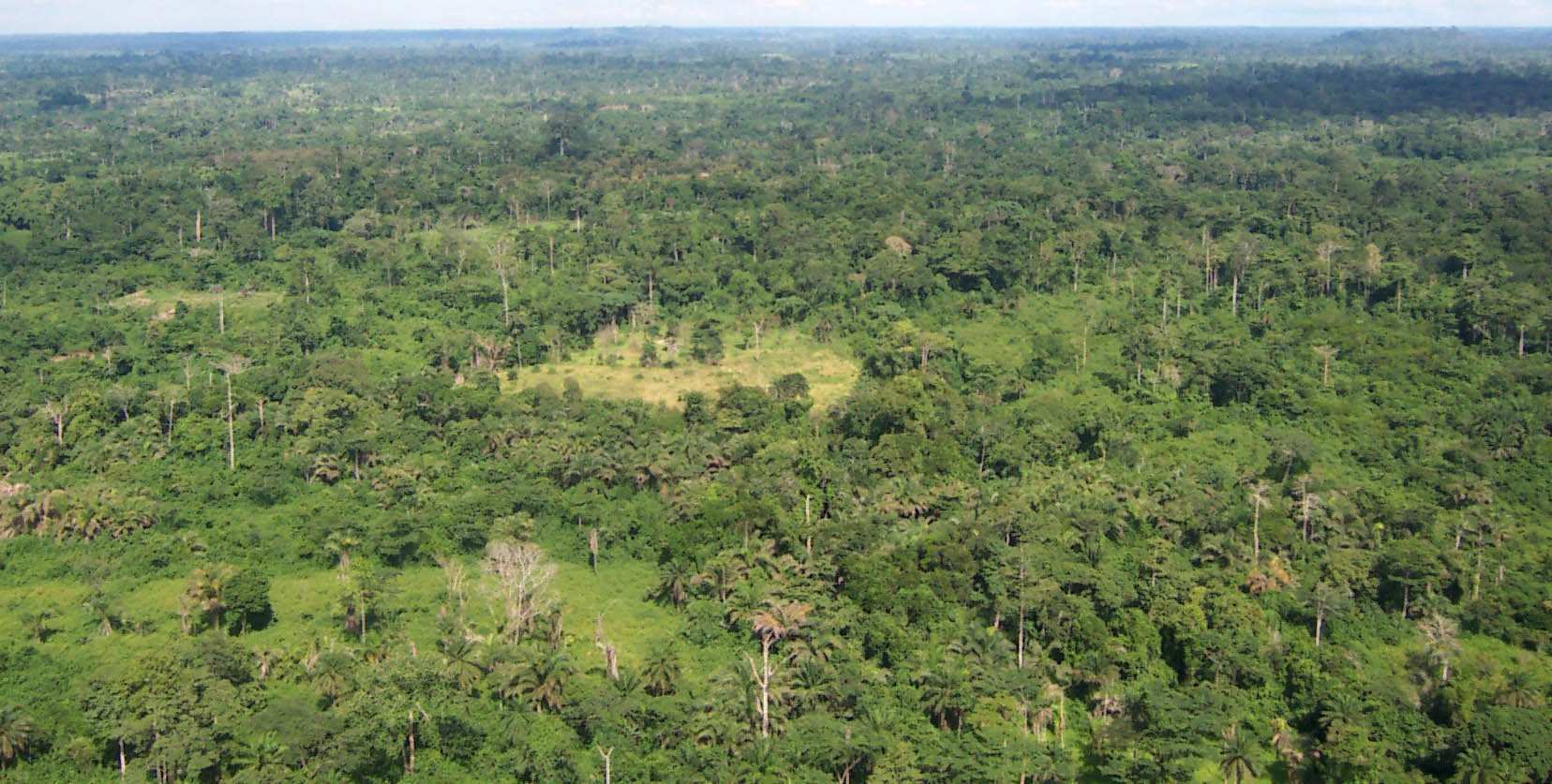
Bosque tropical de Liberia

Liberia se encuentra en la zona del cinturón de bosque lluvioso tropical de África Occidental. La mayor parte del país corresponde a esta zona excepto una estrecha franja costera donde los manglares conviven con la sabana costera. Teniendo en cuenta las condiciones climáticas y el tipo de suelo se puede encontrar tres tipos de vegetación. La sabana costera consiste en un prado de poca altura con árboles aislados y escasos, entre ellos palmeras Raphia y cocoteros. El cinturón selvático se divide en zona de bosque perenne y zona de bosque semicaduco húmedo. El bosque perenne recibe más de 4.400 mm de lluvia anuales, no tiene un periodo de caída de la hoja y algunos árboles alcanzan los 50 m de altura. El bosque semicaduco es una transición hacia el bosque caduco que se encuentra en Costa de Marfil, con una larga estación seca de 5 a 6 meses que fuerza a muchas especies a perder las hojas. Por último, la sabana septentrional comprende la zona de hierbas altas del noroeste yuna pequeña porción en el nordeste, en el condado de Nimba. En estos lugares, la vegetación es forzada en muchos casos por la quema y el aclarado con propósitos agrícolas.
En 2016, en Liberia había unos 4,3 millones de hectáreas del ecosistema selva húmeda guineana, considerada una de las regiones con mayor biodiversidad de la Tierra. 

## Clima

Mapa de Köppen de climas de Liberia. En azul más claro, tropical de sabana; en azul medio, tropical monzónico, y en azul oscuro, tropical de bosque húmedo.

Liberia posee un clima típicamente guineano, es decir, tropical húmedo, con temperaturas medias en torno a los 27 grados y lluvias entre 4000 y 4200 mm anuales, que caen sobre todo en la estación húmeda, entre mayo y octubre.
El monzón marca un extremo lluvioso entre mayo y octubre, con lluvias frecuentes en los demás meses, excepto de diciembre a febrero, cuando los vientos procedend del norte. En invierno, las lluvias son raras en el centro y en el norte, donde suele hacer sol. Las temperaturas durante el días llegan a 30-32.oC y la humedad es alta en la costa y los bosques húmedos del interior, pero puede hacer frío en las zonas altas, por encima de 1000 m. A veces, en esta época, sopla el viento polvoriento del Sahara, el harmattan. En marzo y abril, las temperaturas suben, empieza a llover y se alcanzan los 40.oC. En mayo llega el monzón, con lluvias torrenciales, sobre todo en la costa. De junio a octubre apenas se ve el sol, con temperaturas diurnas de 30.oC. Entre mediados de julio y agosto, las lluvias se desplazan hacia el norte y llueve un poco menos en la costa. En noviembre, las lluvias empiezan a ser dispersas y se acaba el monzón.
En Monrovia, en la costa, caen más de 5000 mm anuales, con máximos de cerca de 1000 mm en junio y julio, y mínimos de 30 y 50 mm en enero y febrero. Las temperaturas varían poco, de los 23-30.oC de enero, a los 23-26.oC de agosto. Por otra parte, en el condado de Nimba, en el interior septentrional del país, en la frontera con Guinea y Costa de Marfil, las lluvias apenas superan los 2000 mm, y en diciembre y enero caen menos de 20 mm, mientras las temperaturas se mantienen entre los 15-20 oC y los 30-35 oC, con un margen diario más pequeño en cerano, en época de lluvias.

## Hidrografía
Los ríos son cortos, impetuosos y no aptos para la navegación, y todos van directos al océano Atlántico. Los más importantes son, de oeste a este, río Mano en la frontera con Sierra Leona, el río Mafa, el río Lofa, el río Saint Paul, el río Mesurado, el río Farmington, el río Saint John, el río Timbo, el río Cestos, el río Sehnkwehn, el río Sinoe, el río Dugbe, el río Dubo, el río Grand Cess y el río Cavalla en la frontera con Costa de Marfil.
Los seis ríos principales son Cavalla, Cestos, Saint John, Saint Paul, Lofa y Mano. Excepto el río Cavalla y su afluente, el río Dougbe, que fluye de nordeste a sur, los demás fluyen de noroeste a sudeste y la mayoría nacen en Guinea.

## Áreas protegidas

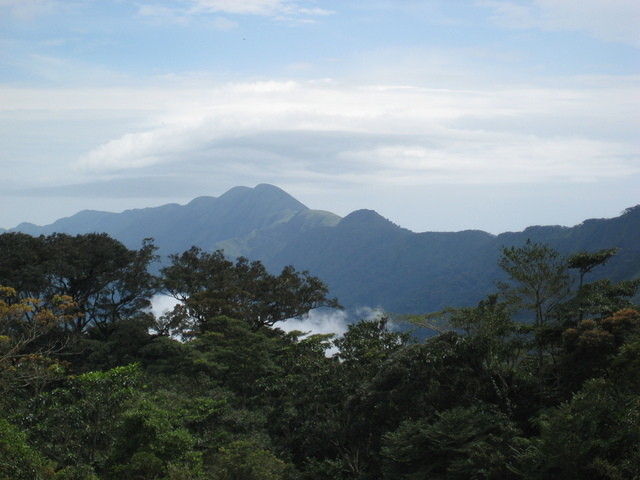
Montes NImba

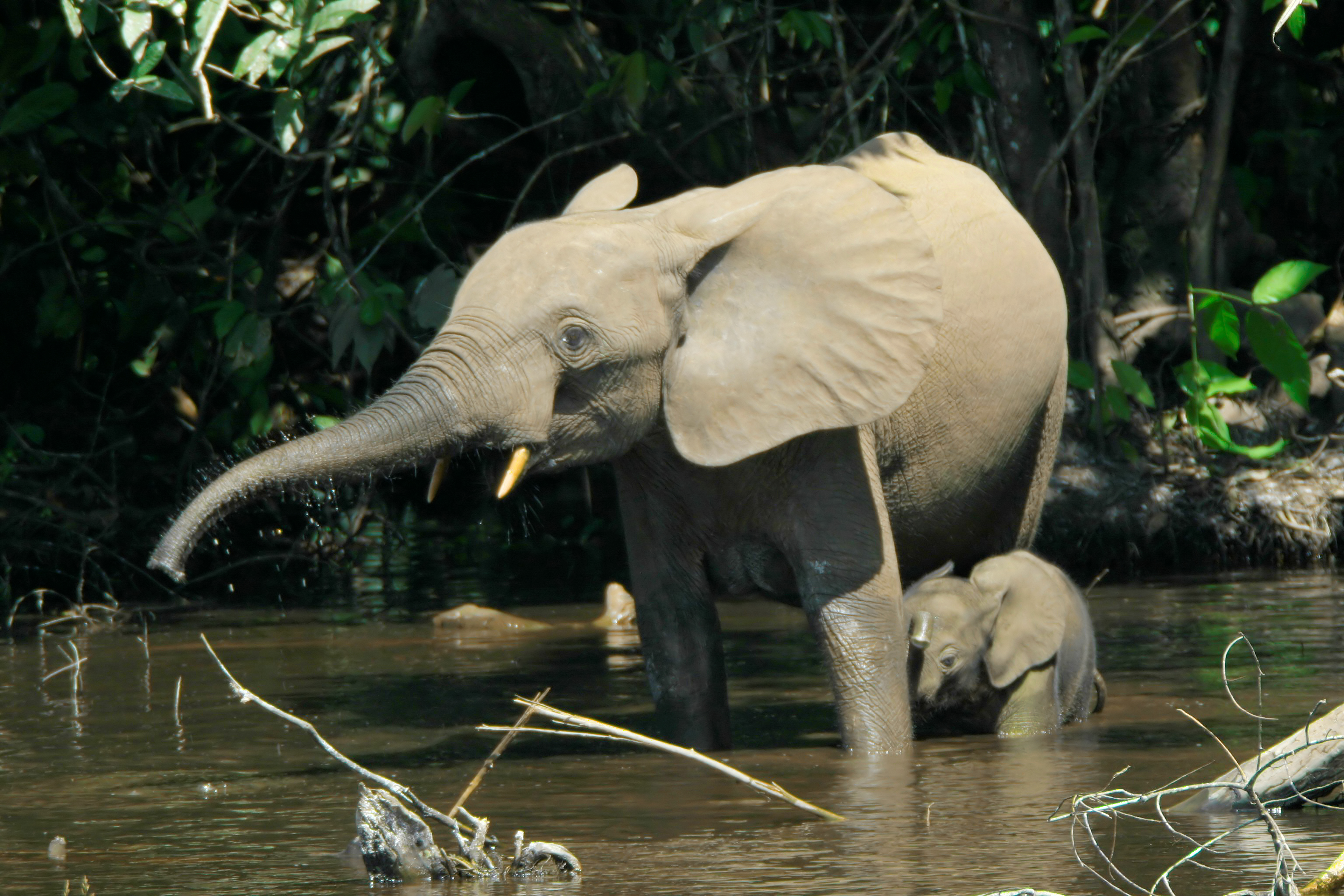
Elefantes en el parque nacional Sapo

Según la IUCN, en Liberia hay 19 áreas protegidas que cubren 3.916 km², el 45 de la superficie del país, y 256 km² de superficie marina, el 0,1% de los 247.768 km² que corresponden a Liberia. Hay 2 reservas naturales, 10 parques nacionales, 1 parque forestal nacional y 1 reserva de uso múltiple sostenible. Además, hay 5 sitios Ramsar.

#### Parques nacionales
- Parque nacional Sapo, 1804 km²
- Parque nacional del Bosque de Gola, 980 km²
- Parque nacional Cestos-Senkwehn, 832 km²
- Parque nacional Nimba Occidental, 105 km²
- Parque nacional Foya, 1646 km²
- Parque nacional de las montañas Kpo, 837 km²
- Parque nacional de las montañas Bong, 248 km²
- Parque nacional Gbi, 884 km²
- Parque nacional Grand Kru-Río Gee, 1351 km²
- Parque nacional del manglar Margibi, 238 km²

#### Reservas naturales
- Reserva natural Nimba Oriental, 135 km²
- Reserva natural de Wonegizi, 1374 km²

- Parque nacional forestal de Grebo, 135 km²
- Reserva de uso múltiple sostenible del lago Piso, 339 km²

#### Sitios Ramsar
Liberia posee 5 sitios considerados de importancia para la aves que ocupan una superficie de 958,8 km².
- Humedales de Mesurado, 67,6 km²
- Humedales de Kpatawee, 835 ha
- Humedales Marshall, 122 km²
- Humedales de Gbedin, 25 ha
- Lago Piso, 760 km²

## Geografía humana

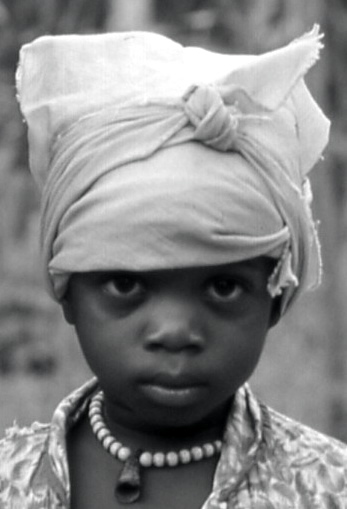
Niña kpelle, la etnia más numerosa en Liberia.

En Liberia se calcula que en 2020 hay una población que supera ligeramente los 5 millones de habitantes (según Naciones Unidas, el 2 de abril de 2020 había 5.027.258 hab. En 2023, 5.470.000). La esperanza de vida es de 65 años, la mortalidad infantil de 46,9 por mil nacimientos, y la mortalidad por debajo de 5 años de edad es de 64,3 por mil nacimientos. La edad media en 2023 era de 18,3 años y el 54,3 % de la población era urbana. La ciudad más poblada es Monrovia, con 939.000 habitantes, seguida de lejos por Gbarnga, con 43.835 hab, Kakata, con 34.000 hab, Bensonville, con 33,200 hab, y con más de 20.000, Harper, Voinjama, Buchanan, Zwedru, New Yekepa y Greenville.
En Liberia se habla inglés como idioma oficial, aunque solo lo habla el 20% de la población, el resto habla una veintena de lenguas étnicas. La religión dominante es el cristianismo, con el 85,6% de practicantes, seguida del islam, con el 12,2%, y las creencias tradicionales, con menos del 1%. La fertilidad es bastante alta, con una media de 5 hijos por mujer y una tasa de crecimiento del 2,71%. La tasa de nacimientos es de 37,3/1000 y la de mortalidad de 7/1000. El 60% de la población tiene menos de 25 años. Se han hecho esfuerzos para prevenir la mortalidad infantil y maternal, pero siguen siendo altas. La mutilacion genital la siguen practicando 10 de las 16 tribus del país y afecta a más de dos tercios de la población femenina. Por otro lado, Liberia es fuente y destino de refugiados debido a 14 años de guerra civil (1989-2003), que provocó 250.000 refugiados y otro medio millón de desplazados. Entre 2004 y 2012, la UNHCR ayudó a 155.000 liberanos refugiados a repatriarse, mientras otros volvieron a sus hogares. Liberia hospedó a 125.000 refugiados marfileños que huyeron de la violencia en Costa de Marfil en 2012 y de los que en 2017 quedaban todavía 17.000.

#### Grupos étnicos de Liberia
En Liberia hay 16 grupos étnicos principales: kpelle, 20.3%; bassa, 13.4%; grebo, 10%; gio, 8%; mano, 7.9%; kru, 6%; loma, 5.1%; kissi, 4.8%; gola, 4.4%; krahn, 4%; vai, 4%; mandingo, 3.2%; gbandi, 3%; mende, 1.3%; sapo, 1.3%; otros liberianos, 1.7%; otros africanos 1.4%, no-africanos 0.1% (estimado 2008).
- Kpelle, unos 870.000
- Bassa, unos 575.000
- Grebo, unos 387.000
- Gio
- Mano
- Kru, unos 250.000
- Loma, unos 165.000
- Kissi, unos 150.000
- Gola
- Khran, unos 100.000
- Vai, unos 180.000
- Mandinga, unos 150.000
- Gbandi, unos 150.000
- Mendé, principalmente en Sierra Leona
- Sapo, es un subgrupo de los krahn.
- Pueblo jabo, en el sudeste, se llaman a sí mismos gweabo.